# Kapadocja

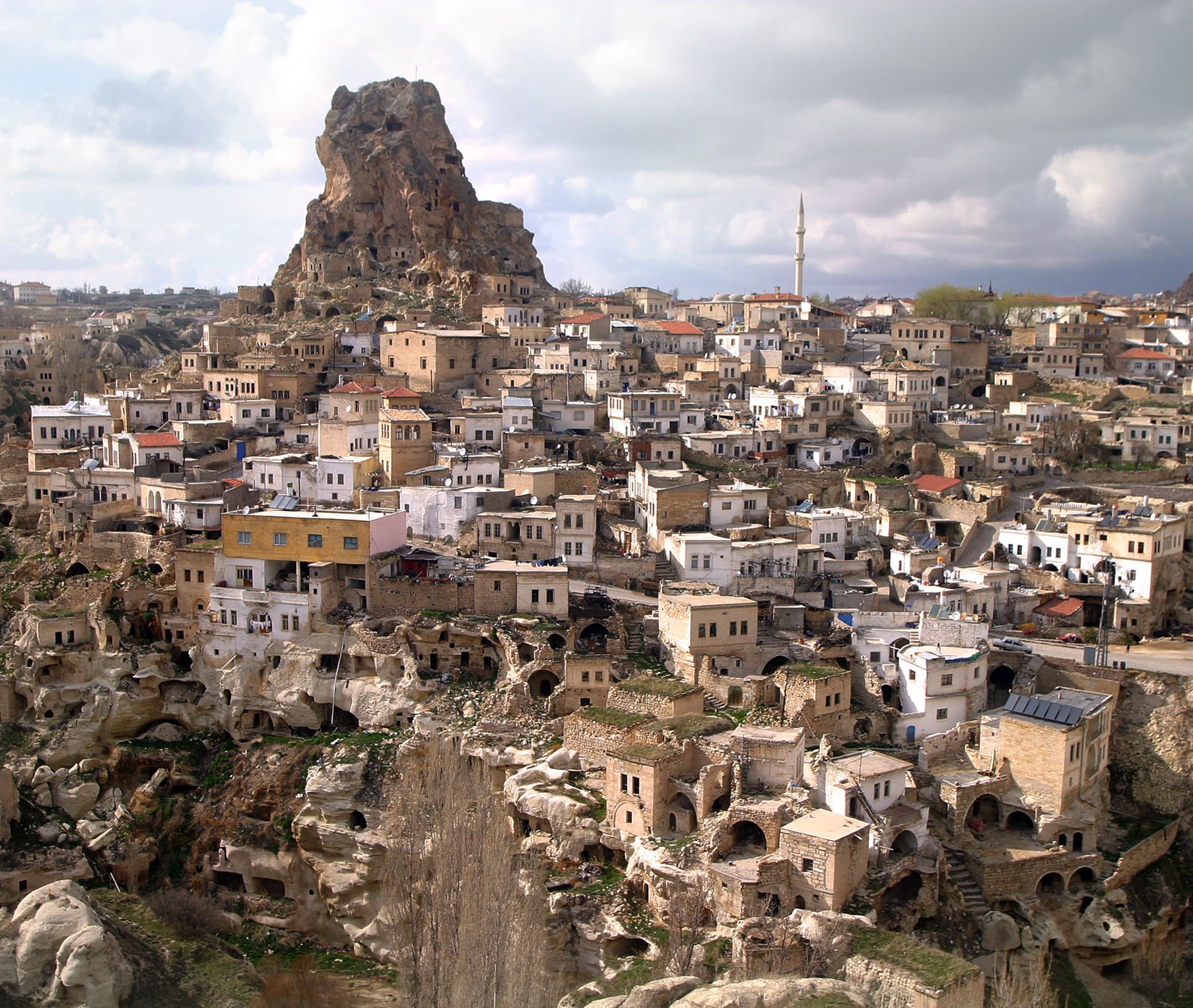
Miasto Ortahisar – Światowe Dziedzictwa UNESCO

Kapadocja (łac. Cappadocia) – kraina historyczna w środkowej Turcji w centralnej części Anatolii, znana przede wszystkim z charakterystycznych form tufowych, tworzących „księżycowy” krajobraz, oraz z domów i kościołów wykutych w tych wulkanicznych skałach. Od antyku do średniowiecza była ważnym ośrodkiem chrześcijaństwa oraz miejscem narodzin idei życia klasztornego.

## Etymologia nazwy
Najwcześniejsze wzmianki o Kapadocji pochodzą z drugiej połowy VI wieku p.n.e., gdzie jest wymieniana jako posiadłość (staroperski dahyu-) dwóch wczesnych achemenidzkich królów Persji – Dariusza Wielkiego i Kserksesa I. W języku staroperskim nazywana Katpatuka, co z pewnością jest wyrazem pochodzenia obcego będącym zbitką dwóch słów. Dwie inne wersje językowe tej inskrypcji, elamicka i akadyjska, zawierają prostszą nazwę, czyli Katpa – oznaczające krainę oraz wodza przodków Tuka w elamickim.
Według Herodota nazwa Kapadocjanie została jakoby przejęta od Persów, podczas gdy wcześniej dla określenia ludów zamieszkujących ten obszar używano greckiego słowa Leucosyri, oznaczającego Syryjczyków bądź Białych Syryjczyków. Jednym z plemion kapadockich, wymienianych przez Herodota, a także przez Józefa Flawiusza, byli Mescheńczycy wywodzący swe pochodzenie od Mosocha, syna Jafeta.

A Mescheńczycy, wywodzący się od Mosocha,
obecnie zwą się Kapadocejczykami,
ale istnieje wyraźny ślad ich dawnego miana:
jeszcze dziś jest u nich miasto Mazaka,
którego nazwa ludziom wnikliwym jasno wykazuje,
że tak właśnie zwał się niegdyś cały ten lud.

Nazwa tej krainy jest też wspomniana w Dziejach Apostolskich, gdzie Kapadocjanie są wymieniani jako jedne z pierwszych ludów, które poznały Ewangelię z ust Galilejczyków we własnym języku w dniu zesłania Ducha Świętego, wkrótce po wniebowstąpieniu Jezusa. Zapis Flawiusza i wykopaliska potwierdzają, że na terytorium Kapadocji istniały w tym czasie wspólnoty żydowskie.

## Podział Kapadocji przez Persów

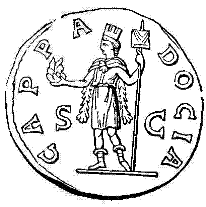
Uosobienie Kapadocji na rzymskiej monecie

W czasach imperium perskiego zdobywcy podzielili Kapadocję na dwie odrębne satrapie: jedną zwaną nadal Kapadocją (w antycznej geografii czasem jako Wielka Kapadocja), obejmującą obszary położone centralnie, i drugą określaną jako Pont. Podział nastąpił przed czasami Ksenofonta, ponieważ wędrowano już przez Pont. Po upadku imperium perskiego historia Pontu potoczyła się odrębnie.
Królestwo Kapadocji istniało jako niezależne państwo jeszcze w czasach Strabona, choć nazwa obszaru została zmieniona na Cylicję po utworzeniu nowej stolicy prowincji – Mazaca. Strabon wymienia tylko dwa miasta tego królestwa, czyli Cezarea i Tyana, położona niedaleko podnóża gór Taurus. Za panowania cesarza Tyberiusza Kapadocja została przekształcona w rzymską prowincję.

## Monastycyzm kapadocki

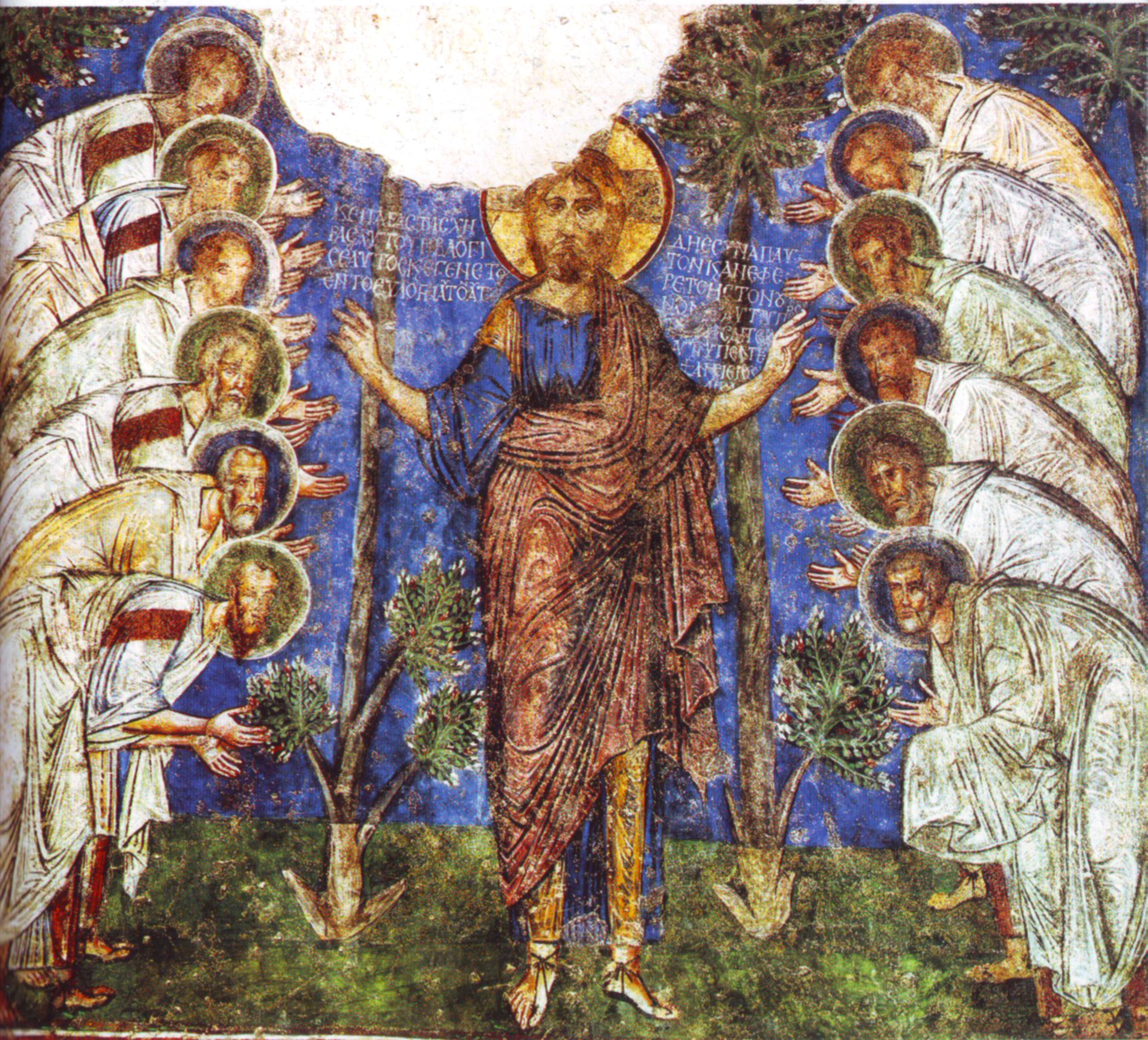
Fresk: Jezus nauczający Apostołów, Kapadocja, ok. XII w.

W IV wieku w Kapadocji, pod wpływem cenobityzmu egipskiego zapoczątkowanego przez Pachomiusza, zaczęły powstawać małe wspólnoty anachoretów, żyjących pod duchowym kierownictwem św. Bazylego, biskupa Cezarei. Drążyli oni swe pomieszczenia w miękkich skałach tufowych. Szczególne skupisko klasztorów znajduje się w granicach dzisiejszego Parku Narodowego Göreme, będącego na liście zabytków UNESCO. W okolicy Nevşehir istnieją liczne podziemne miasta mnichów, np. Kaymaklı, Derinkuyu i inne, w których chrześcijanie ukrywali się przed prześladowaniami, najpierw ze strony Rzymian, potem muzułmanów.

## Ojcowie kapadoccy
W IV stuleciu nastąpił rozkwit życia teologicznego w Kapadocji. Do najbardziej znanych tam Ojców Kościoła należą Bazyli Wielki z Cezarei, Grzegorz z Nyssy i Grzegorz z Nazjanzu, patriarcha Konstantynopola, w tradycji prawosławnej zwany „teologiem”. Ich nauczanie było kontynuacją szkoły Orygenesa, znajdującego w nich obrońców, którzy znając zasługi i skrajności mistrza, mimo iż czasem się z nim nie zgadzali, zachowali jego ducha.

## Atrakcje turystyczne Kapadocji
- Uczhisar – skalne miasto
- Skalne kościoły, m.in. w Parku Narodowym Göreme i Soğanlı;
- Podziemne miasta (ok. 400[10]), m.in. Kaymaklı i Derinkuyu (Podziemna Studnia) – największe z nich[11]
- Tufowe doliny Kapadocji: Göreme, Dolina Miłości, Dolina Wyobraźni, Soğanlı

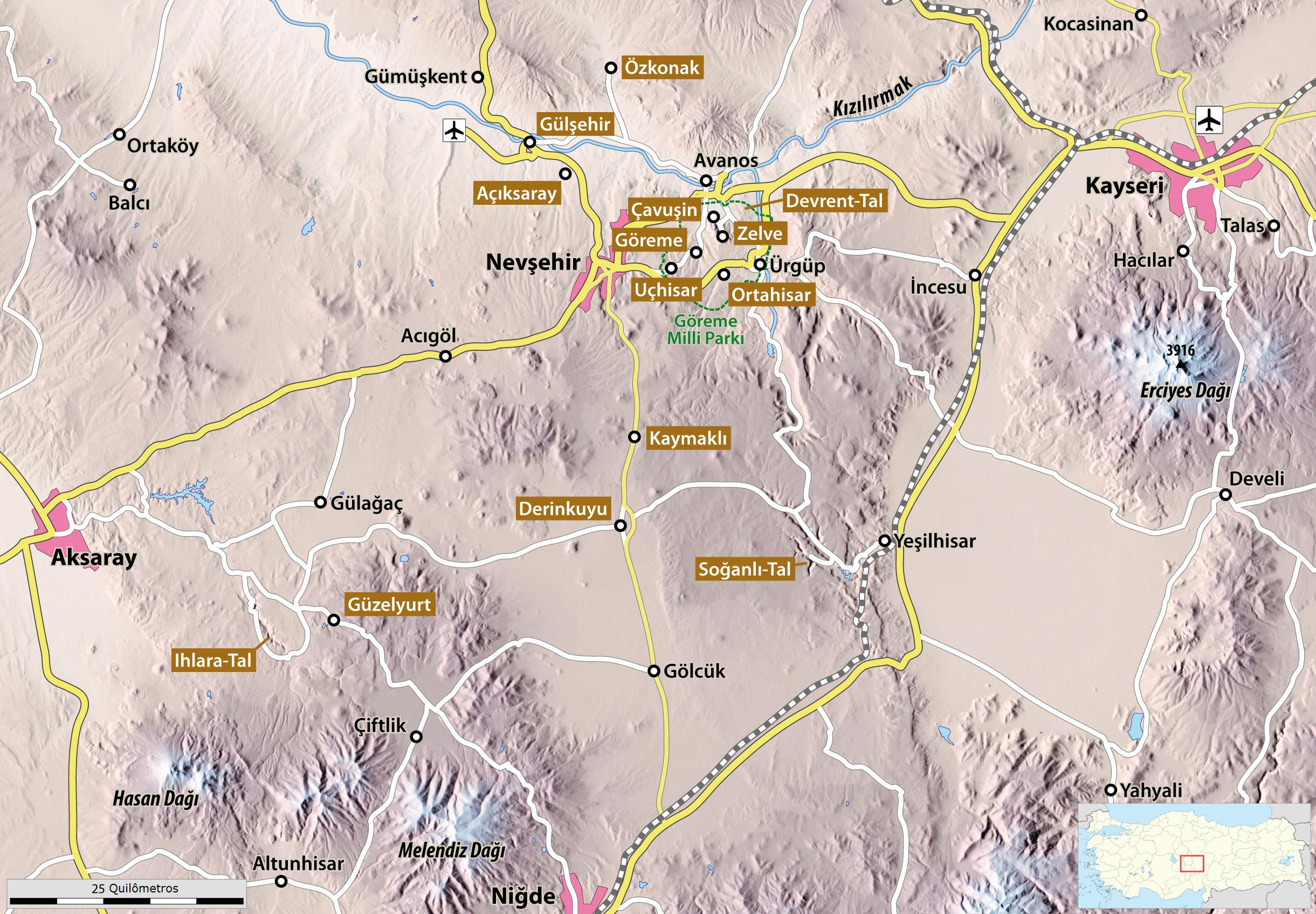
Mapa Kapadocji z zaznaczonymi „podziemnymi miastami”.